# Tiruchanur
Tiruchanur là một thị trấn thống kê (census town) của huyện Chittoor thuộc bang Andhra Pradesh, Ấn Độ.

## Nhân khẩu
Theo điều tra dân số năm 2001 của Ấn Độ, Tiruchanur có dân số 12.486 người. Phái nam chiếm 49% tổng số dân và phái nữ chiếm 51%. Tiruchanur có tỷ lệ 69% biết đọc biết viết, cao hơn tỷ lệ trung bình toàn quốc là 59,5%: tỷ lệ cho phái nam là 75%, và tỷ lệ cho phái nữ là 63%. Tại Tiruchanur, 11% dân số nhỏ hơn 6 tuổi.